# 合肥师范学院
合肥师范学院，是安徽省合肥市的一所公立高等学校。该校以本科教育为主。

## 校史
合肥师范学院前身是1955年创建的安徽省中学教师进修学院。1956年，安徽省中学教师进修学院分设合肥师范专科学校。1958年，组建合肥师范学院。1960年，安徽省中学教师进修学院升格更名为安徽教育学院。1969年，安徽教育学院整体和合肥师范学院部分系科并入安徽劳动大学。1978年，安徽教育学院恢复重建。2007年5月，学校由成人本科院校升格为普通本科院校，并沿用合肥师范学院校名。

## 知名校友
- 高鸿钧：现任中国科学院副院长，中国科学院院士。
- 王道树：现任国家税务总局副局长。
- 龚维斌：现任国家行政学院教育长（副部长级）。
- 朱维芳：曾任安徽省人大常委会副主任。
- 何聪：现任人民日报社江苏分社社长。
- 吴义国：现任工信部财务司副司长。
- 陈叔弘：现任国家市场监管总局登记注册局副局长。
- 梁昌新：现任国家能源局法制和体制改革司司长。
- 赵磊：现任北京市委宣传部副部长。
- 翟玉龙：现任云南省德宏州委常委、瑞丽市委书记。
- 张武：现任安徽省高级人民法院审判委员会委员、二级高级法官。
- 叶传柏：现任安徽省国资委副主任。
- 华克思：现任安徽省合肥市委常委、市纪委书记、市监察委员会主任。